# بندر گناوه
بندر گِناوه (گِناوه) یکی از شهرهای استان بوشهر ایران و مرکز شهرستان گناوه است.
گناوه کنونی در ساحل خلیج فارس و در بین شهر بوشهر و بندر دیلم به فاصله هیجده کیلومتری شرق خور امام حسن واقع است.

## نگارخانه

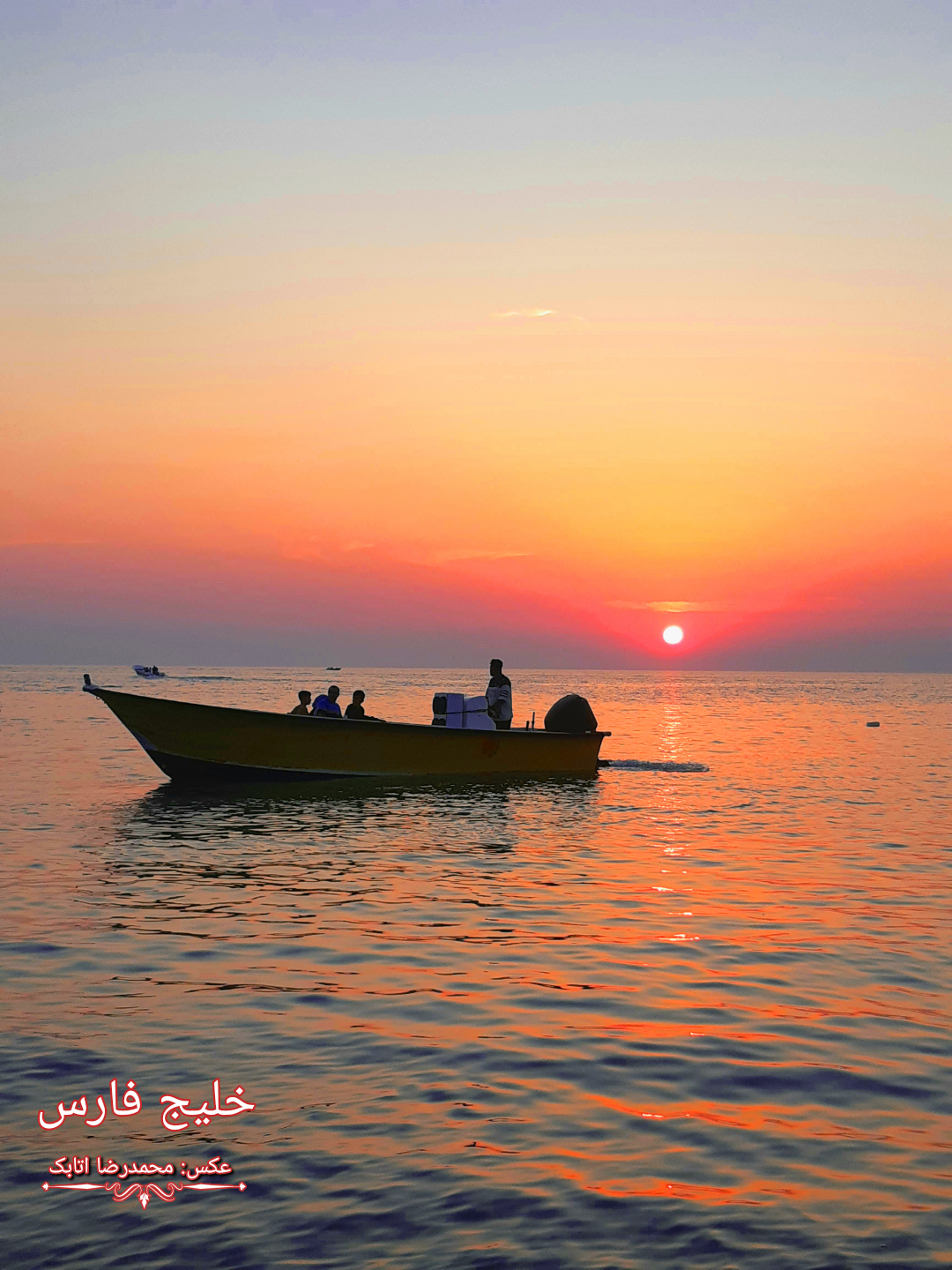
ساحل بوشهر

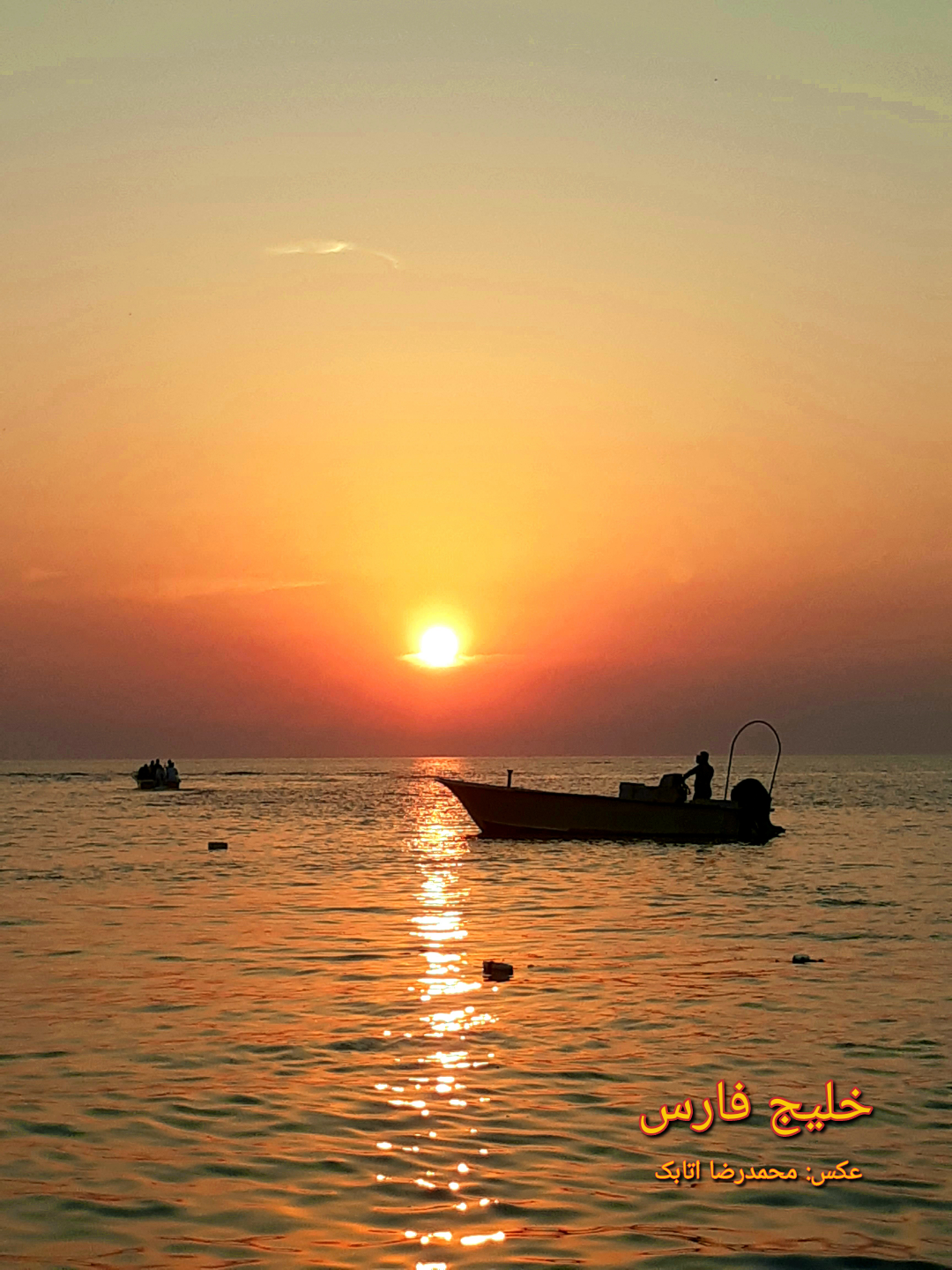
خلیج فارس-گناوه

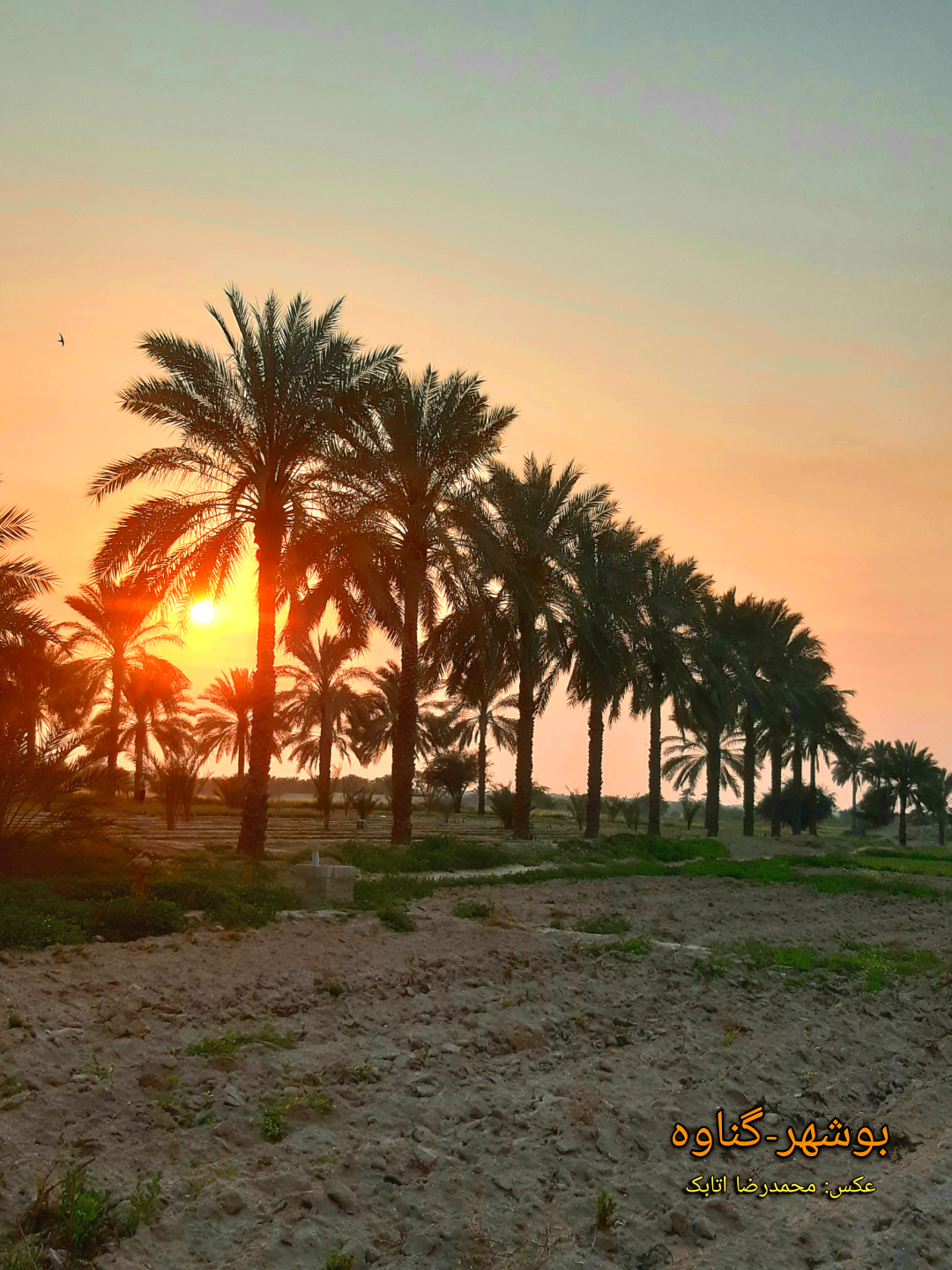
بوشهر-گناوه

## جغرافیا

### موقعیت جغرافیایی
شهر بندری گناوه در طول جغرافیایی ۵۰ درجه و ۳۱ دقیقه شرقی و عرض جغرافیایی ۲۹ درجه و ۳۴ دقیقه شمالی قرار دارد. بندر گناوه مرکز شهرستان گناوه در ۱۶۰ کیلومتری شمال غربی بوشهر و در کرانه خلیج فارس واقع است.
گناوه دارای شبکه‌ای نسبتاً منظم از خیابان‌ها و بلوارهای اصلی است که از شمال به جنوب و شرق به غرب کشیده شده‌اند. از مهم‌ترین خیابان‌ها می‌توان به بلوار معلم، بلوار بسیج، خیابان جمهوری اسلامی، آزادگان و بلوار خلیج فارس (موازی با نوار ساحلی) اشاره کرد. این شهر دارای چند محلهٔ اصلی همچون محله عبد امام، نوروزآباد و بتون است. گناوه از طریق جاده‌های اصلی به شهرهای دیلم (در شمال‌غرب)، گچساران (در شمال‌شرق) و برازجان (در شرق) متصل می‌شود. بخش جنوبی شهر با بلوار بندر به نوار ساحلی و بندرگاه متصل است.
مناطق سبز و فضای باز شهری عمدتاً در حاشیه غربی و جنوب‌غربی شهر دیده می‌شود.

### آب و هوا
آب و هوای گناوه گرم و مرطوب است و میزان بارندگی سالانه به‌طور متوسط ۱۵۰ میلی‌متر است و دارای دو فصل مشخص معتدل (آبان تا اواخر اسفند) و گرم (هفت ماه باقی مانده) است.

### حمل و نقل
بزرگراهی به طول ۸۸ کیلومتر به سمت جنوب شرقی که تا برازجان امتداد دارد.
راه فرعی به طول ۲۱۳ کیلومتر به سمت شمال شرقی که بندر گناوه را به مرکز شهرستان ممسنی پیوند می‌دهد. راه اصلی به طول ۶۵ کیلومتر به سمت شمال غربی که تا بندر دیلم کشیده شده است.

### گذشته و پیشینه تاریخی گناوه
نام این بندر در کتاب‌های قدیمی به صورت گنابا، گنداوه، گناوه، جنابه و جنابا آمده است. بندر گناوه در ساحل خلیج فارس بین بندر بوشهر و بندر دیلم واقع شده است. شهر گناوه کنونی در جنوب گناوه قدیم بنا شده است. گناوه قدیم در یک نیم دایره در جانب شمالی شهر کنونی براین شهر محیط می‌باشد. از گناوه قدیم نقاطی باقی مانده است که امروزه به نام‌های تیرسول (در زبان لری به معنای شن فشرده)، تل گنبد، تل گوری، تل مناره، و بالاخره تل امام زاده خوانده می‌شود. در ویرانه‌های اطراف گناوه، گوپال (گل پخته استوانه‌ای شکل به صورت سفال زرد یا سرخ رنگ که را به عنوان گلوله با منجنیق بر سر دشمن می‌ریختند) فراوان به چشم می‌خورد. در حال حاضر از گناوه قدیم جز آثار سنگ‌ها و پی‌های مدفون در زیر خاک و بازمانده تاق نماهای سنگی آثاری مشهود نیست. گاه‌وبیگاه در درون گودال‌ها و حفره‌ها و در زیر پی‌های عمارت‌های ویرانه، سکه‌ها و دست افزارها و مصنوعات سنگی و سفالی یافت می‌شود.

### محلات
عنوان محلات بندرگناوه به این شرح است: محله جمهوری اسلامی (جاده برازجان)، محله عبدامام، محله باباعلیشاه، محله سادات، امامزاده، نوروزآباد، کوی بسیجیان، کوی مطهری (زمین شهری)، سرخور، حرم تا حرم و بازار و محله امید ( پشت بند دره ) .

## زبان
مردم گناوه به گویش لری لیراوی و حیات داوودی از زبان‌های لری جنوبی سخن می‌گویند.

## مردم‌شناسی
مردمان این شهرستان از قوم لر هستند، بیشتر مردم گناوه از ایل‌های لیراوی و حیات داوودی و اقلیتی از سایر لرها می‌باشند و به گویش لری حیات داوودی و لری لیراوی از گویش‌های لری جنوبی سخن می‌گویند.

## جمعیت
بر پایه سرشماری عمومی نفوس و مسکن در سال ۱۳۹۵ جمعیت این شهر ۷۳٬۴۷۲ نفر (۱۹٬۹۷۷ خانوار) بوده است.

## اقتصاد
بازار تجاری بندر گناوه امروزه به عنوان یکی از بزرگ‌ترین، مهم‌ترین و شناخته‌ترین بازارهای جنوب کشور به‌شمار می‌رود. که هر ساله میزبان هزاران نفر از مردم سرتاسر ایران است. که برای خرید به این شهر می‌آیند.
چرخ اقتصاد گناوه بر مدار ماهی‌گیری، کشاورزی، دامداری و تجارت با کشورهای حوزهٔ خلیج فارس در گردش است. تجارت و ماهی‌گیری که مهم‌ترین درآمد بیشتر اهالی این شهر را تشکیل می‌دهد، مهم‌ترین رشته اقتصادی بخش گناوه را به وجود آورده است. کشاورزی به علت کمبود آب کشاورزی، منحصر به هرس و نگهداری درختان خرما و کشت دیمی گندم و جو بوده است و به زحمت تکاپوی احتیاجات محلی را می‌نماید. اما خرما مانند بیشتر نواحی ساحلی خلیج فارس بازده خوبی داشته و جزو اقلام صادراتی این بخش محسوب می‌شود. دام داری نیز با بهره اندک در بعضی نقاط رایج بوده و شامل گاو و بز می‌گردد. بر روی هم گناوه هم از جهت کشاورزی و هم از نظر تجاری و عملیات بندری و ترخیص کالا و نیز از نظر توسعه صنایع کوچک دارای استعداد بسیار است.

## گردشگری
سواحل زیبای خلیج فارس و غروب‌های سحر انگیز آن مهم‌ترین مکان‌های دیدنی استان بوشهر را تشکیل می‌دهند. جزیره خارگ در نزدیکی شهرستان گناوه واقع شده است و از مهم‌ترین جاذبه‌های طبیعی منطقه و یکی از جزایر زیبای خلیج فارس به‌شمار می‌آید. این جزیره از مناطق بسیار قدیمی منطقه بوده و دارای آثار تاریخی متعددی است. در سال‌های قبل از انقلاب ایران این جزیره از توابع دهستان حیات داوود شهرستان گناوه بوده که در سال‌های بعد از انقلاب از نظر تقسیم‌بندی جغرافیایی و سیاسی به شهرستان بوشهر الحاق شد. ساحل بندر گناوه یکی از زیباترین سواحل جنوب ایران است. از اقدامات زیباسازی ساحل پروژه ساخت پارک ساحلی است که قسمت اول آن افتتاح شده و قسمت دوم نیز در حال ساخت است.

## معضلات شهری
از معضلات شهر گناوه می‌توان به موارد زیر اشاره کرد:
1. بوی بد فاضلاب و سیستم فاضلاب نامناسب و ناکارامد و عدم وجود سیستم فاضلاب در برخی نواحی[۳۱][۳۲][۳۳][۳۴][۳۵]
2. کمبود پارکینگ بخصوص در سایت تجاری و ساحل[۳۶]
3. کمبود اماکن تفریحی (مراکز فرهنگی و تفریحی)[۳۶]
4. کمبود سرویس‌های بهداشتی عمومی مناسب و تمیز[۳۶]
5. کمبود اماکن اقامتی، مهمانسرا و هتل‌ها و کمپ‌های مسافری[۳۶]
6. فقدان انشعاب فاضلاب در منطقه ساحلی و آلودگی این ناحیه[۳۷]
7. آلودگی خور گناوه و عدم تمیزکاری و مدیریت جهت کنترل آلودگی آن[۳۸]
8. کمبود سطل زباله شهری و عدم توان در جمع‌آوری زباله‌های شهری[۳۹][۴۰][۴۱]
9. دفن یا تفکیک غیراصولی زباله و عدم مدیریت آن[۴۲][۴۳][۴۴]
10. [۴۲]
11. مبلمان شهری ضعیف و نامناسب[۴۵][۴۶][۴۷]
12. کمبود شدید فضای سبز و پایین بودن سرانه فضای سبز[۴۸][۴۶][۴۹]
13. عدم کنترل و ساماندهی دست فروشان در سطح شهر[۴۹]

## مشاهیر
- ایرج شمسی‌زاده
- حاج غلامرضا رئوفی
- حسین جلال پور
- فرزاد دشتی زاده
- محمد طاهری
- شکرالله عطارزاده
- اسماعیل تبادار
- سجاد نیک‌پرست
- امیر طهمورثی
- ابوسعید گناوه ای
- ابوطاهر گناوه ای
- حسن داوودی

## مراکز درمانی
- بیمارستان سوانح سوختگی گناوه
- بیمارستان امیرالمؤمنین (ع) گناوه

## ورزش
باشگاه فوتبال امید گناوه